# Siège de Jaffa
Pour les articles homonymes, voir Bataille de Jaffa.
Deuxième Coalition
Batailles
Guerre de la Deuxième Coalition
- St George's Caye (navale) (09-1798)
- Nicopolis (10-1798)
- Corfou (11-1798)
- Copenhague (navale) (04-1801)
- Algésiras (navale) (06-1801)

Campagne de Hollande
- Callantsoog (08-1799)
- Vlieter (08-1799)
- Zyp (09-1799)
- Bergen (09-1799)
- Alkmaar (10-1799)
- Castricum (10-1799)

Campagne de Suisse
- Ostrach (03-1799)
- Feldkirch (03-1799)
- 1re Stockach (03-1799)
- Frauenfeld (05-1799) (en)
- Winterthour (05-1799)
- 1re Zurich (06-1799)
- Schwytz (08-1799)
- Amsteg (08-1799) (en)
- Saint-Gothard (09-1799)
- 2e Zurich (09-1799)
- Linth (09-1799) (en)
- Muten (10-1799) (ru)
- Engen (05-1800)
- 2e Stockach (05-1800)
- Moesskirch (05-1800)
- Biberach (05-1800)
- Erbach (05-1800)
- Höchstädt (06-1800)
- Ampfing (12-1800)
- Hohenlinden (12-1800)

Campagne d'Égypte
- Malte 1 (06-1798)
- Malte 2 (06-1798)
- Alexandrie (07-1798)
- Chebreiss (07-1798)
- Pyramides (07-1798)
- 1re Aboukir (08-1798)
- Salheyeh (08-1798)
- Malte 3 (09-1798)
- Sédiman (10-1798)
- Caire (10-1798)
- Samanouth (01-1799)
- El Arish (02-1799)
- Syène (02-1799)
- Jaffa (03-1799)
- Saint-Jean-d'Acre (03-1799)
- Mont-Thabor (04-1799)
- 2e Aboukir (07-1799)
- Damiette (11-1799)
- Héliopolis (03-1800)
- 3e Aboukir (03-1801)
- Mandora (03-1801)
- Canope (03-1801)
- Fort Jullien (04-1801)
- Le Caire (06-1801) (en)
- Alexandrie (08-1801)

2e Campagne d'Italie
- Vérone (03-1799)
- Magnano (04-1799)
- Cassano (04-1799)
- Mantoue (04-1799)
- Bassignana (05-1799)
- 1re Marengo (05-1799) (en)
- Modène (06-1799) (en)
- Trebbia (06-1799)
- 2e Marengo (06-1799) (en)
- Novi 1 (08-1799)
- Rome (09-1799)
- Mannheim (09-1799) (en)
- Novi 2 (10-1799) (en)
- Genola (11-1799)
- Gênes (04-1800)
- Sassello (04-1800) (en)
- Fort Bard (05-1800)
- Verceil (05-1800)
- Turbigo (05-1800)
- Montebello (06-1800)
- 3e Marengo (06-1800)
- Pozzolo (12-1800)

Le siège de Jaffa eut lieu du 3 au 7 mars 1799 pendant la campagne d'Égypte. L'armée de Bonaparte y défait les forces ottomanes de Djezzar Pacha.

## Contexte
La ville de Jaffa est un des principaux centres marchands de Syrie. Son port peut fournir un abri essentiel pour la flotte. Le succès de l'expédition d'Égypte et de Syrie dépend donc de sa capture. Pour avancer, Napoléon doit gagner Jaffa.
Après le siège d'El Arish, les troupes de Bonaparte avancent en Syrie. En chemin elles doivent faire face à la trahison des guides, au harcèlement des pillards, mais aussi à la faim et à la soif.

## Le siège
Le 3 mars (13 ventôse an VII), l'avant-garde de Kléber arrive devant les murs de Jaffa et prend position à deux lieues de la ville, sur la route de Saint-Jean-d'Acre tandis que les divisions Bon et Lannes étendent les lignes de siège autour de la ville.
La ville est entourée de hauts murs, flanqués de tours, mais dépourvue de fossé. Djezzar Pacha en a confié la défense à ses troupes d'élite, dont 1 200 artilleurs.
Le lendemain, alors que Murat tente une reconnaissance, il est reçu par le feu nourri d'une trentaine de canons. Dans la nuit du 4 au 5 mars, une batterie de brèche et deux contre-batteries sont établies contre une tour carrée sur le rempart sud de la ville. La journée du 6 mars (16 ventôse an VII), est consacrée à l'achèvement des travaux malgré plusieurs sorties de la garnison de la ville, vivement repoussées.
Tôt le matin du 7 mars, Bonaparte envoie un émissaire pour exiger la reddition de la ville. Celui-ci est décapité et sa tête brandie en haut des remparts.
À 7 heures, l'artillerie ouvre le feu. Vers 13 heures, le poids des assiégeants cause l'effondrement d'une des tours. Vers 15 heures Bonaparte inspecte la tranchée et, jugeant la brèche praticable, ordonne l'assaut. La garnison résiste vaillamment et ne lâche pas un pouce de terrain.
Pendant ce temps, la division Bon occupée au nord à faire diversion, découvre par hasard un souterrain. La division tout entière emprunte le passage et surgit au centre de la ville. Constatant un ramollissement de la résistance des assiégés, la division Lannes repart de plus belle à l'assaut de la tour carrée qui tombe rapidement entre les mains des Français.
Avec l'énergie du désespoir, les Ottomans pris entre deux feux engagent alors un corps à corps avec les assiégeants. Les restes dispersés de la garnison sont poursuivis de maison en maison.

## Conséquences
Le mauvais traitement infligé au messager porteur de l'ultimatum, comme la résistance opiniâtre des assiégés, ont provoqué la fureur des soldats français. Des hommes sont exécutés à la baïonnette, de nombreux habitants sont massacrés. Certains en profitent pour piller et violer. Envoyés pour rétablir un peu d'ordre et faire cesser les massacres, les aides de camp Beauharnais et Croizier apprennent qu'un nombre important de troupes ottomanes se sont repliées dans un ensemble de bâtiments et n'acceptent de se rendre que contre la promesse d'avoir la vie sauve. Les deux officiers accèdent à leur demande. Apercevant les quelque 3 000 prisonniers, Bonaparte se serait écrié :
« Que veulent-ils que je fasse de tant de prisonniers ? Ai-je des vivres pour les nourrir, des bâtiments pour les déporter ? Que diable m'ont-ils fait là ? »
Pendant deux jours et deux nuits, les massacres, le pillage et les viols se poursuivent.
Le 10 mars, malgré la promesse de les épargner lors de leur reddition, les 3 000 prisonniers sont exécutés à la baïonnette pour économiser les munitions. Plus tard, Napoléon tentera de se justifier en expliquant qu'il eût fallu détacher trop de soldats pour garder un nombre aussi important de prisonniers, ce qui aurait d'autant amoindri ses effectifs et que relâcher les prisonniers n'aurait pas été raisonnable, car ceux-ci seraient immédiatement allés grossir les rangs de Djezzar Pacha. Mais il n'exprime jamais de regret, et confie même à un proche :
« Je n’ai jamais été libre qu’en Égypte. Aussi m’y suis-je permis des mesures pareilles »
Le 19 mars, l'armée française est devant Saint-Jean-d'Acre. Elle se retirera après un mois de siège sans parvenir à la prendre.
Causée par le manque d'hygiène, une épidémie de peste décime la population de Jaffa et de Saint-Jean-d'Acre ainsi que l'armée française.
Submergé par les Turcs dans le nord du pays, Napoléon abandonne la Palestine. Après son départ, les Anglais commandés par William Sidney Smith, alliés des Turcs, reconstruisent les murs de Jaffa.

## Sources
- (en) Cet article est partiellement ou en totalité issu de l’article de Wikipédia en anglais intitulé « Siege of Jaffa » (voir la liste des auteurs) dans sa version du 12 juin 2008.
- Jean Kermoysan, Napoléon : recueil par ordre chronologique de ses lettres, 1853 .
- Louis Antoine Fauvelet de Bourrienne, Mémoires sur Napoléon, le Directoire, le Consulat, l'Empire, 1829 .
- Louis Reybaud, Achille de Vaulabelle, Andrew Dickson White, M. Bory de Saint-Vincent, Histoire scientifique et militaire de l'expédition française en Égypte, 1844 .
- Jean Joseph Ader et Charles Théodore Beauvais de Préau,  Histoire de l'expédition d'Égypte et de Syrie .